# Enllaçats pel català
Enllaçats pel català fou una campanya en defensa de la llengua catalana a les Illes Balears contra la política lingüística del Govern de les Illes Balears (2011-2015), presidit per José Ramón Bauzá, i iniciada el 2012.
La campanya començà a l’IES Albuhaira de Muro ideada per Miquel Albero Maestre, un professor de català alacantí. El 25 de gener de 2012 es redactà un manifest i es proposà el llaç quadribarrat com a símbol de l’estima i la lluita per la llengua catalana. Ben aviat molts altres centres educatius li donaren suport i tota l’illa de Mallorca estava plena de llaços a favor de la llengua, la cultura i el país, i contra el govern catalanòfob. El 25 de març de 2012 s'organitzà amb una gran manifestació pels carrers de Palma, amb el lema «Sí a la nostra llengua» amb una participació d'unes 50 000 persones. Fou la manifestació més gran per la llengua de la història de Mallorca. Posteriorment, el llaç quadribarrat s'integrà a la lluita de la Plataforma Crida per una educació pública i de qualitat, i formà part de la capçalera de la manifestació més gran de la història de les Illes Balears el 29 de setembre de 2013.
El 2012, als Premis 31 de Desembre de l'Obra Cultural Balear (OCB) aquesta campanya fou guardonada amb el premi Emili Darder, conjuntament amb l’Assemblea de Mestres i Professors de Català de les Illes Balears, la Plataforma Crida i la COAPA.